# アメリカ英語
アメリカ英語（アメリカえいご、英: American English）は、アメリカ合衆国で使用されている英語の方言の一種である。米語（べいご）とも呼ばれる。

## 概要
イギリス英語ほどの著しい地域差はないが、アメリカ英語にも方言は存在する。おおまかには、北部と南部に分けられ、東海岸と西海岸によっても違いがある。黒人英語のように、人種・民族・階層ごとの言葉の違い（社会方言）もある。テレビメディアで話されている標準的な英語（General American）に最も近い英語は「中西部」とされる（アメリカ合衆国中西部#言語的特性も参照）。言語学において、ある国や地域における言語が遠隔の地に移植されると、その当時使われていた語彙、発音、語法がそのまま温存される傾向にあり、アメリカ英語も同様である。

## 綴りと発音
アメリカ英語はエリザベス1世時代に使われていた英語が基盤となっており、アメリカ英語の方が古い形を保っている部分もある。
- 「ask」、「dance」、「fast」の「a」の発音は、イギリス英語では[ɑː]、アメリカ英語では[æ]。「top」や「stop」の「o」の発音は、イギリス英語では[ɒ]、アメリカ英語では[ɑ]と、細かなところで微妙な違いがある。

- 「schedule」の発音は、イギリス英語だと「シェジュール」が近いが、アメリカ英語だと「スケジュール」が近い。「missile」の発音は、イギリス英語では「ミサイル」、アメリカ英語だと「ミッソー」に近い。

このように、細かなところで微妙な違いが見られる。
19世紀、ノア・ウェブスターらによって綴り字が簡略化され、その後もイギリス英語とは一部の綴り字に違いが生じている。
- 「colour」→「color」、「catalogue」→「catalog」、「centre」→「center」

- 「organise」のスペルは、アメリカ英語だと「organize」になる。

ラテン語の名残であるæをeに簡略化してもいる。
イギリス連邦に加盟している一部の国でも、アメリカ英語の影響が見られるようになりつつある。

## 日本
日本では、第二次世界大戦以前の英語教育ではイギリス英語が中心であったが、戦後はアメリカ英語が中心となった。旧文部省は長い間にわたって「英語はまず正しい発音、正しい文法を」と掲げてきたが、「それがアメリカ英語を指すのか？」と聞かれると、公式にはそのようには答えなかった。文部科学省の時代に入ると「英語らしく」というスタンスになった。

## 主な方言
ウィリアム・ラボフらの研究に基づく北米英語の大まかな地域区分。
1. カナダ英語
2. 西部アメリカ英語（Western American English） - 様々な方言が含まれているが、代表的なのが[ɑː]と[ɔː]が統一されたもので、話し手はその聞き分けもできなくなっている。カリフォルニア州ではイントネーションは肯定文の終わりでも上がり、同州の南部ではスペイン語の影響を受けている部分も見られる。
3. 上中西部アメリカ英語（Upper Midwest American English） - ミネソタ訛り。
4. 北部内陸アメリカ英語（Inland Northern American English） - 五大湖沿岸部（アメリカ合衆国側）における訛り。北部都市母音推移（Northern Cities Vowel Shift）が特徴的。
5. 中部アメリカ英語（Midland American English）
6. Southern American English/南部アメリカ英語 - 母音を引き伸ばして発音すること（drawl）や、二人称複数でyou all（y'all）を用いることで知られる。
  - テキサス英語（Texan English）（地図中6a）
  - 南部内陸（Inland South）（地図中6b）
7. Pittsburgh English
8. Mid-Atlantic American English
9. ニューヨーク市英語（New York City English） - ブルックリン訛り。
10. ニューイングランド英語（New England English） (Southwestern New England)
11. New England English (Southeastern New England)
12. New England English (Northwestern New England)
13. New England English (Northeastern New England) - ボストン訛り。
14. Canadian Maritime English

このほか、ハワイ州で使われている英語（ハワイ・クレオール英語）は、アメリカ本土から離れた地理的環境と、数多い移民による影響から、独特の単語や言い回しが非常に多い（クレオール言語も参照）。